# The Green Squad
The Green Squad é uma série de televisão animada francesa com 52 episódios de 13 minutos, produzida pela Gaumont/Alphanim Animation. É baseado na série de histórias em quadrinhos francesa chamada "Les Sauvenature". A série foi exibida no Starz Kids & Family entre 2013-2017 com o nome Savage Family Wild.  O Green Squad é o nome de uma rede criada por três irmãos, Claire, Julian e Thomas Savage, juntamente com o seu cachorro Wifi, cuja missão é proteger as espécies de plantas e animais, seus ambientes e outros tipos de descobertas.

## Personagens
- Claire Savage
- Julian Savage
- Thomas Savage
- Wifi
- Sr. e Sra. Savage
- Julia
- Mark
- Jowandi
- Bruce Lecter
- Mike
- Betaring
- Sampa
- Max Riley
- Jess Riley
- George
- Raul Betonas
- Jorge
- Joseffa
- Charlie Rainbow
- Professor Ron Phillips
- Jimmy Snake
- Doug
- Tony
- Janiki
- Almirante Lumet
- Steve
- João

## Títulos diferentes
- Savage Family Wild
- Les Sauvenature
- Das Green Team
- Green Power הכוח הירוק

## Exibição internacional
| País           | Canal               | Ano            |
| -------------- | ------------------- | -------------- |
| Estados Unidos | Starz Kids & Family | 2013-2017      |
| França         | France 5            | 2011–Presente  |
| Israel         | Logi                | 2012–Presente  |
| Bélgica        | RTBF                | 2011–Presente  |
| Alemanha       | KiKa                | 2013–Presente  |
| Polónia        | Canal Plus          | 2011–Presente  |
| Canadá         | TVO                 | 2014-Cancelado |